# Aackia
Aackia, rod člankonožaca (Arthropoda), skokuna iz porodice Isotomidae (potporodica Isotominae) kojem pripada samo jedna vrsta Aackia karakoramensis koju je opisao Yosii, 1966. 
Prilagođena je životu na snijegu, a živi na Himalajama., a uočeni su na visini od čak 7742 metra